# Ossos de Solsona
Els Ossos són uns dels elements del folkore de Solsona.
Per la seva antiguitat, els Ossos són uns dels elements que mostren més ambigüitat de tot el conjunt. Apareguts almenys el 1431, són unes de les figures més antigues que actualment surten a la Festa Major. Avui, podem afirmar que els ossos són únics a tota la Península. Podria ser que a Catalunya aquesta figura fos present en algunes ciutats com Barcelona, però no hi acabaren d'arrelar com a Solsona.
El seu origen llegendari, segons la veu popular, diu que ells foren els primers habitants de Solsona i que quan la humanitat els va expulsar d'aquest paratge van acordar que tornarien cada any el dia abans de la Festa Major, per ser els representants de la ciutat i, per tant, podrien cobrar tribut als firaires que venien al mercat.
L'element més antic dels ossos que conservem és el contramotlle de 1727, quan es feren de nou, fins als actuals, als quals se n'afegiren dos l'any 1956. En un principi, tenien la funció d'obrir pas mitjançant els seus garrots per tal que pogués desfilar la comitiva. El ball actual és un paral·lelisme d'aquella antiga tasca, que enceta les danses.